# Skanderbeg (sport)
Skandenberg (cunoscut în limbaj popular drept „braț de fier” - din franceză bras de fer, engleză Armwrestling) este o întrecere sportivă în care doi adversari își măsoară forța brațelor pe o suprafață plană.

## Etimologie
Denumirea acestui sport provine de la porecla în limba turcă İskender Bey (preluată în limba română drept Skanderbeg ori Scanderbeiu) pe care o avea conducătorul de oști albanez George Castriotul (Gjergj Kastrioti în limba albaneză) (1405-1468). Această poreclă combină numele İskender / Iskander (Alexandru) cu funcția de beg (bei) ce denotă un guvernator al unei provincii a imperiului otoman. În epocă, generalul albanez era cunoscut drept „Braț de fier”, de unde provine și cealaltă denumire a întrecerii sportive.

## Natura sportului
Skandenberg este un sport de forță între doi participanți, ce constă în prinderea palmelor, fixarea coatelor într-un plan orizontal și împingerea brațului adversarului până ce dosul palmei unuia dintre competitori ajunge în planul cotului. Învingătorul competiției este declarat cel care are brațul deasupra în timp ce adversarul său atinge cu dosul palmei suprafața pe care se desfășoară întrecerea.
Acest sport nu este unul olimpic, însă se organizează competiții naționale și internaționale.
Cel mai bun practicant român al acestui sport este Ion Oncescu, cvintuplu campion mondial și dublu campion european, care a reușit să bată și un record învingând 1000 de oameni la rând într-o singură zi. Asociația de skanderbeg din România se numește Braț de Fier.